# Johannisfors

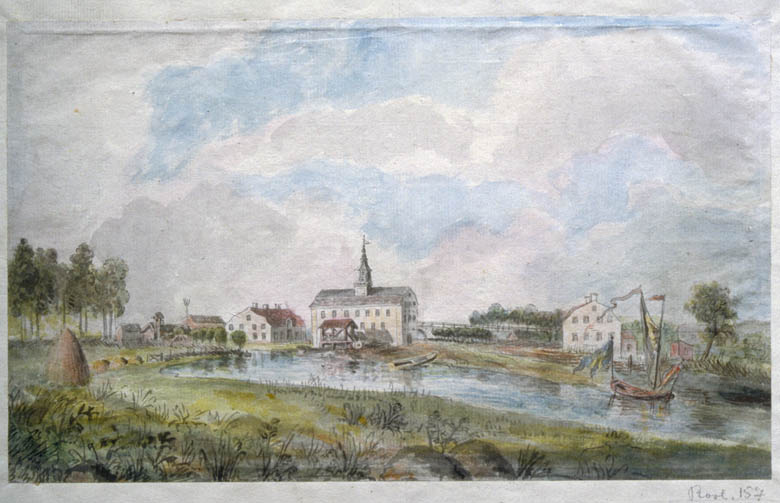
Vy över Johannisfors bruk på 1790-talet. Akvarellerad pennteckning av Elias Martin.

För järnbruket i Johannisfors i Sävar, Västerbotten, Se Johannisfors bruk
Johannisfors är ett före detta järnbruk i Forsmarks socken, Östhammars kommun, Uppland. Bruket, som ligger vid det nedersta fallet i Forsmarksån, hade sitt ursprung i det år 1622 grundade Karbida hammarverk. Detta lades emellertid ned redan 1634. Det skulle sedan dröja till mitten av 1700-talet innan någon tillverkning kom till stånd igen. Ägaren, den på sin tid betydande handelsfirman Finlay & Jennings, anlade 1753 ett nytt manufakturverk på platsen. Det var också nu som bruket fick namnet Johannisfors efter John Jennings, delägare i firman. Johannisfors, som tillhörde samma administration som Forsmarks bruk, var i drift till slutet av 1800-talet. En såg och en trämassefabrik anlades därefter i stället. Det definitiva slutet för bruksepoken i Johannisfors kom 1932 då sulfatfabriken förstördes vid en brand.
Kvar i dag finns en kvarn från slutet av 1700-talet, en ladugårdsbyggnad, några äldre bostadshus samt den imponerande stenvalvsbron över Forsmarksån. Bron är från 1700-talets mitt och har initialerna J.J., John Jennings.